# Tadriante
Tadriante est une localité et une commune rurale du Mali, chef-lieu d'arrondissement, dans le cercle de Inékar et la région de Ménaka. La commune a pour chef-lieu la localité de Emis Emis.

## Géographie
La localité de Emis Emis est située au nord-est du chef-lieu de cercle Inékar.

## Histoire
La commune est créée en 2018.

## Villages et fractions
La commune est composée de 6 localités, dont 3 villages :
- Emis Emis
- Tadriante
- Inékar Tadryante

et 3 fractions :
- Kel-Agayok
- Kel-Bario
- Itabantabatane